# Georg Willem van Brandenburg
Georg Willem van Brandenburg (Cölln, 3 november 1595 - Königsbergen, 1 december 1640) was van 1619 tot aan zijn dood keurvorst van Brandenburg en hertog van Pruisen. Hij behoorde tot het huis Hohenzollern.

## Levensloop
Georg Willem was de oudste zoon van keurvorst Johan Sigismund van Brandenburg en Anna van Pruisen, dochter van hertog Albrecht Frederik van Pruisen. Na zijn studies in Frankfurt an der Oder werd hij in 1614 door zijn vader aangesteld tot stadhouder van Kleef. In 1619 volgde hij zijn vader op als keurvorst van Brandenburg en hertog van Pruisen. 
Zijn politiek was erop gericht om de territoriale uitbreidingen van zijn vader te verzekeren, maar hij gold als een zwakke en weinig besluitvaardige heerser. Toen zijn zus Maria Eleonora in 1620 huwde met koning Gustaaf II Adolf van Zweden, kwam het tot diplomatieke verwikkelingen aangezien koning Sigismund III van Polen, de leenheer van Pruisen, zijn zoon Wladislaus ook aan Maria Eleonora wilde uithuwelijken.
In de Dertigjarige Oorlog probeerde Georg Willem een neutrale politiek te voeren. Hierdoor werden zijn gebieden regelmatig geplunderd en platgebrand, zowel door de katholieke als door de protestantse troepen. In 1633 capituleerde Georg Willem voor de keizerlijke troepen aangevoerd door Albrecht von Wallenstein, maar de Zweedse troepen weigerden om het graafschap Mark te verlaten. Bovendien bezweek een groot deel van zijn onderdanen aan epidemieën en hongersnoden, waardoor de bevolking sterk werd gedecimeerd. De gevolgen van de oorlog en de verstoringen in zijn gebieden lieten zich nog meer dan honderd jaar voelen. 
In augustus 1638 verplaatste Georg Willem zijn hof naar de stad Königsbergen in het hertogdom Pruisen, dat in de Dertigjarige Oorlog nauwelijks te lijden had gehad van het oorlogsgeweld . Vanaf oktober 1640 moest hij constant het bed houden wegens ernstige waterzucht. Hij had bovendien een chronische beenziekte die was ontstaan nadat hij in 1620 gewond raakte aan zijn onderbeen tijdens een ongeval. De wonde genas niet en zette zich in 1631 door naar het andere been. Hierdoor moest hij zich voortaan verplaatsen in een draagstoel. Na een lang ziekbed stierf hij in december 1640 op 45-jarige leeftijd. Georg Willem was de enige hertog van Pruisen die in Königsbergen werd begraven.

## Huwelijken en nakomelingen
Op 24 juli 1616 huwde hij met Elisabeth Charlotte (1597-1660), dochter van keurvorst Frederik IV van de Palts. Ze kregen vier kinderen:
- Louise Charlotte (1617-1676), huwde in 1645 met hertog Jacob Kettler van Koerland
- Frederik Willem (1620-1688), keurvorst van Brandenburg en hertog van Pruisen
- Hedwig Sophie (1623-1683), huwde in 1649 met landgraaf Willem VI van Hessen-Kassel
- Johan Sigismund (1624-1624)

### Voorvaderen
| Frederik Willem I van Brandenburg        | Frederik Willem I van Brandenburg                                                            | Frederik Willem I van Brandenburg                                                            | Frederik Willem I van Brandenburg                                                               | Frederik Willem I van Brandenburg                                                               | Frederik Willem I van Brandenburg                                                | Frederik Willem I van Brandenburg                                                | Frederik Willem I van Brandenburg                                                | Frederik Willem I van Brandenburg                                                |
| ---------------------------------------- | -------------------------------------------------------------------------------------------- | -------------------------------------------------------------------------------------------- | ----------------------------------------------------------------------------------------------- | ----------------------------------------------------------------------------------------------- | -------------------------------------------------------------------------------- | -------------------------------------------------------------------------------- | -------------------------------------------------------------------------------- | -------------------------------------------------------------------------------- |
| Overgrootouders                          | Johan Georg van Brandenburg (1525–1598) ∞ Sophia van Liegnitz (1525-1546)                    | Johan Georg van Brandenburg (1525–1598) ∞ Sophia van Liegnitz (1525-1546)                    | Johan I van Brandenburg-Küstrin (1513–1571) ∞ Catharina van Brunswijk-Wolfenbüttel. (1518–1574) | Johan I van Brandenburg-Küstrin (1513–1571) ∞ Catharina van Brunswijk-Wolfenbüttel. (1518–1574) | Albrecht van Pruisen (1490-1568) ∞ Anna Maria van Brunswijk-Lüneburg (-)         | Albrecht van Pruisen (1490-1568) ∞ Anna Maria van Brunswijk-Lüneburg (-)         | Willem V van Kleef (1516-1592) ∞ 1451 Maria van Oostenrijk (1531-1581)           | Willem V van Kleef (1516-1592) ∞ 1451 Maria van Oostenrijk (1531-1581)           |
| Grootouders                              | Joachim Frederik van Brandenburg (1546–1608) ∞ Catharina van Brandenburg-Küstrin (1549–1602) | Joachim Frederik van Brandenburg (1546–1608) ∞ Catharina van Brandenburg-Küstrin (1549–1602) | Joachim Frederik van Brandenburg (1546–1608) ∞ Catharina van Brandenburg-Küstrin (1549–1602)    | Joachim Frederik van Brandenburg (1546–1608) ∞ Catharina van Brandenburg-Küstrin (1549–1602)    | Albrecht Frederik van Pruisen (1553–1618) ∞ Maria Eleonora van Gulik (1550–1608) | Albrecht Frederik van Pruisen (1553–1618) ∞ Maria Eleonora van Gulik (1550–1608) | Albrecht Frederik van Pruisen (1553–1618) ∞ Maria Eleonora van Gulik (1550–1608) | Albrecht Frederik van Pruisen (1553–1618) ∞ Maria Eleonora van Gulik (1550–1608) |
| Ouders                                   | Johan Sigismund van Brandenburg (1572–1620) ∞ 1594 Anna van Pruisen (1576–1625)              | Johan Sigismund van Brandenburg (1572–1620) ∞ 1594 Anna van Pruisen (1576–1625)              | Johan Sigismund van Brandenburg (1572–1620) ∞ 1594 Anna van Pruisen (1576–1625)                 | Johan Sigismund van Brandenburg (1572–1620) ∞ 1594 Anna van Pruisen (1576–1625)                 | Johan Sigismund van Brandenburg (1572–1620) ∞ 1594 Anna van Pruisen (1576–1625)  | Johan Sigismund van Brandenburg (1572–1620) ∞ 1594 Anna van Pruisen (1576–1625)  | Johan Sigismund van Brandenburg (1572–1620) ∞ 1594 Anna van Pruisen (1576–1625)  | Johan Sigismund van Brandenburg (1572–1620) ∞ 1594 Anna van Pruisen (1576–1625)  |
| Georg Willem van Brandenburg (1595–1640) |                                                                                              |                                                                                              |                                                                                                 |                                                                                                 |                                                                                  |                                                                                  |                                                                                  |                                                                                  |